# Polystichum pseudomakinoi
Polystichum pseudomakinoi là một loài thực vật có mạch trong họ Dryopteridaceae. Loài này được Tagawa miêu tả khoa học đầu tiên năm 1936.